# Ultrakapacitás

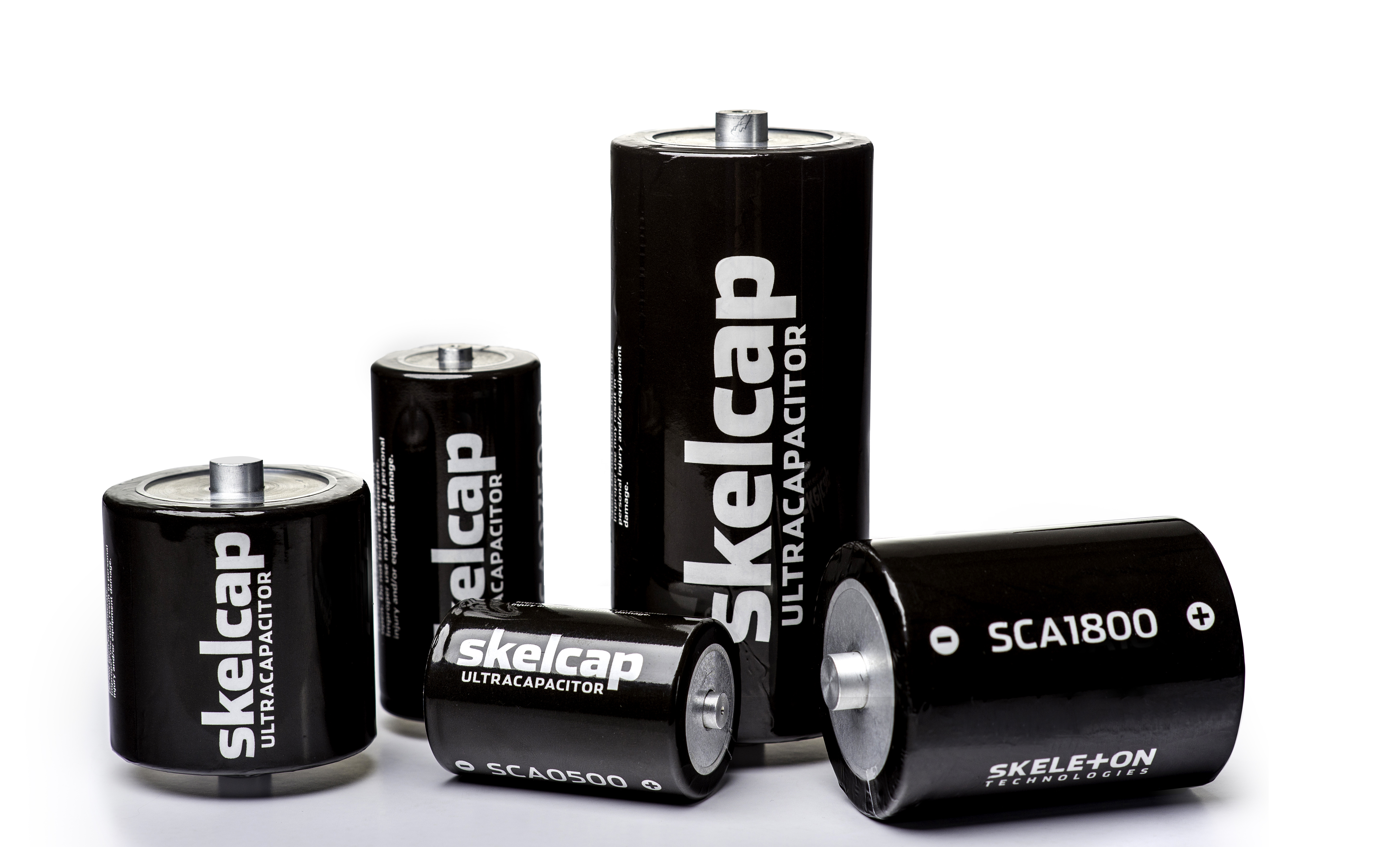
Ultrakapacitások

Ultrakapacitás, vagy szuperkondenzátor, vagy elektromos duplaréteg kondenzátor. Elektrokémiai kondenzátor, amiben a tárolható energiasűrűség más kapacitások több mint ezerszerese. Például egy góliátelem méretű, hagyományos elektrolit kondenzátor kapacitása néhány tíz millifarad, addig egy azonos méretű szuperkondenzátor néhány farad is lehet, de fejlesztés alatt vannak ennél két-három nagyságrenddel nagyobb kapacitású példányok is, kereskedelmi forgalomban a legnagyobb előforduló kapacitás 5000 farad körül van.

## Története
Az elektromos duplaréteg kapacitás hatását először 1957-ben a General Electric mérnökei fedezték fel porózus szén elektródákon. Azt gondolták, hogy a szénpórusok tárolják az energiát, és ez okozza a rendkívül nagy kapacitást, jóllehet magát a mechanizmust még nem ismerték. 
A General Electric nem használta ki ezt a lehetőséget, majd 1966-ban, amikor a Standard Oil of Ohio cég modern eszközöket fejlesztett, újra felfedezte a jelenséget, miközben üzemanyagcellákat terveztek. A cellájuk vékony porózus szigetelőt alkalmazott, a két réteget aktív szénnel szétválasztva, és ez a mechanikai elrendezés a mai napig az elektromos duplaréteg kondenzátorok alapja.

## Hasznosítás
Viszonylag nagy a kereskedelmi hasznosítási skálájuk, leginkább az energia igény elsimítása, rövid idejű terhelések energiaellátására. Legkorábbi alkalmazásuk harckocsik és tengeralattjárók nagy motorjának indításakor volt hasznos, majd az árak csökkenésével együtt jelent meg dízel kamionokban és vasúti mozdonyokban. Az utóbbi időkben pedig az energiatakarékos járművekben alkalmazzák leginkább fékenergia tárolására, mivel az akkumulátorok a fékezési energiát csak nagyon lassan tudnák felvenni. A legújabb fejlesztések szerint, mind hibridjárművekben, mind teljesen elektromos, hálózatról tölthető autókban jól alkalmazható az ultrakapacitás az akkumulátorok kiváltására.

## Tulajdonságok
A rövid idő alatt viszonylag nagy energiát felvenni és leadni képes, karbantartásmentes, a jármű élettartamával összemérhető élettartamú, jó hatásfokkal és nagy ciklusszámmal üzemelő, környezetbarát eszköz elegáns megoldására régóta nagy az igény. Ennek kielégítését az utóbbi időben a több száz illetve ezer farados kondenzátorok közelítik meg egyre jobban. A közeljövőben komoly konkurenciát jelenthetnek az akkumulátoroknak, de legfőképpen jól kiegészíthetik egymást.